# Opel Kadett GT/E

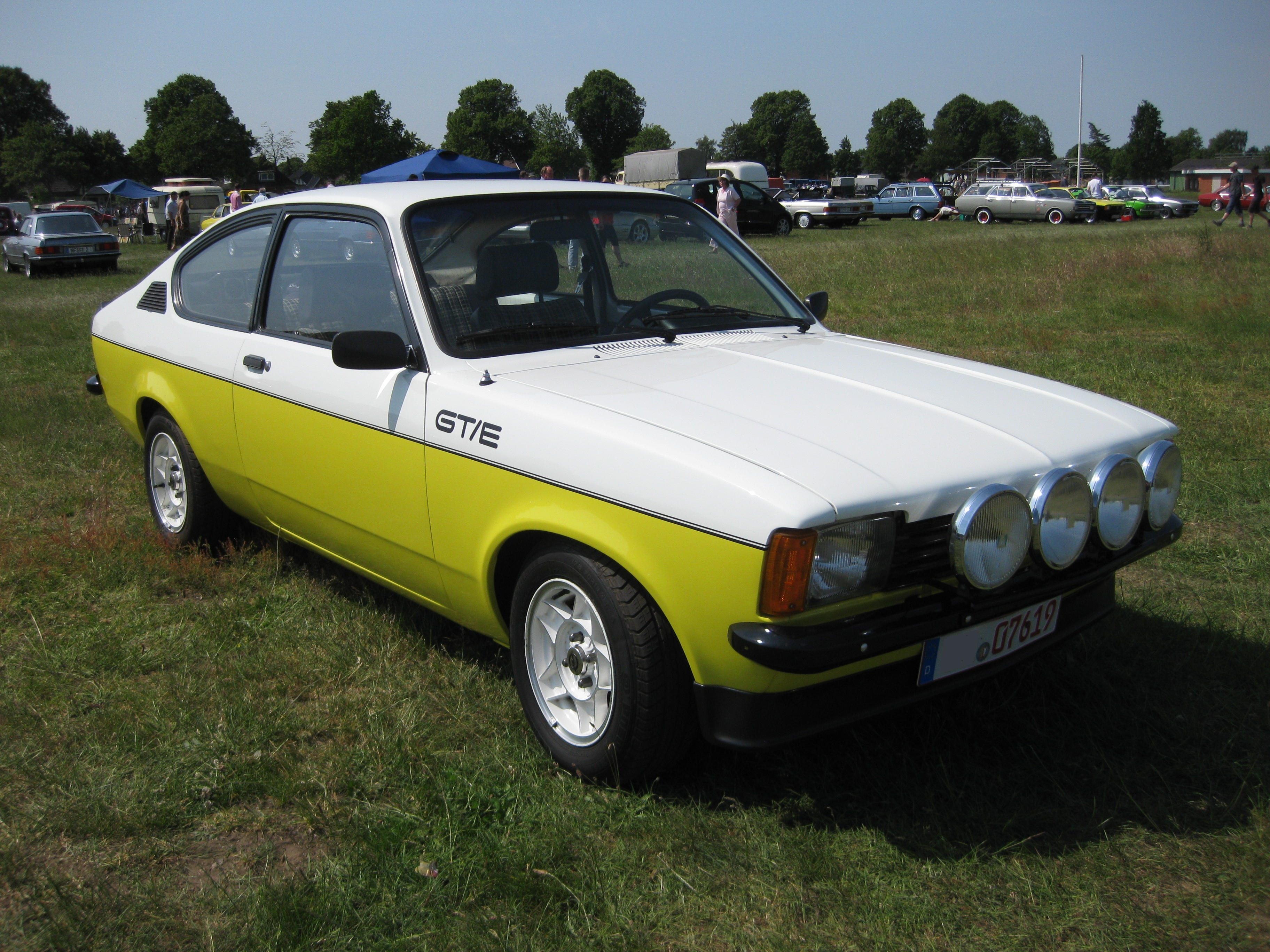
Opel Kadett GT/E wersja seryjna

Opel Kadett GT/E – samochód sportowy produkowane przez firmę Opel. Model ten jest zbudowany na bazie Opla Kadetta C.
Produkowany tylko w wersji coupé i malowany na żółto-czarno. W rajdach samochodowych debiutował w Rajdzie San Remo w sezonie 1975. 

## Dane techniczne modelu Opel Kadett GT/E 2,0
- Nadwozie - 2-drzwiowe (2-miejscowe)
- Silnik 4-cylindrowy rzędowy OHC, chłodzony cieczą, umieszczony wzdłużnie z przodu pojazdu i napędzający koła tylne
- Pojemność skokowa - 1996 cm³
- Moc maksymalna - 185 KM przy 7100 obr./min.
- Maksymalny moment obrotowy - 210 Nm przy 5500 obr./min.
- Stopień sprężania - 11,5:1
- Skrzynia przekładniowa 5-biegowa ręczna synchroniczna
- Hamulce dwuobwodowe bez wspomagania, przednie tarczowe (tarcze hamulcowe wentylowane 246 mm), tylne bębnowe
- Ogumienie o wymiarach 175/70 HR13
- Rozstaw osi - 239,5 cm
- Masa własna pojazdu - 950 kg
- Przyśpieszenie 0-100 km/h - 7 sek.